# Fresnes (Val-de-Marne)
Fresnes je město v jižní části metropolitní oblasti Paříže ve Francii v departmentu Val-de-Marne a regionu Île-de-France. Od centra Paříže je vzdálené 11,2 km.
Ve městě Fresnes se nachází velké vězení.

## Partnerská města
- Homberg (Efze), Německo, 2008